# رأفت عطیه
رأفت عطیه (عربی: رأفت عطية؛ ۶ فوریهٔ ۱۹۳۴ – ۲۱ ژوئیهٔ ۱۹۷۸) یک ورزشکار اهل مصر بود.
از باشگاه‌هایی که در آن بازی کرده‌است می‌توان به باشگاه ورزشی زمالک و تیم ملی فوتبال مصر اشاره کرد.
وی همچنین در تیم ملی فوتبال مصر بازی کرده است.